# Záskalie
Záskalie este o comună slovacă, aflată în districtul Považská Bystrica din regiunea Trenčín. Localitatea se află la altitudinea de 470 m deasupra n.m., se întinde pe o suprafață de 2,39 km2 și în 2017 număra 187 de locuitori.

## Istoric
Localitatea Záskalie este atestată documentar din 1379.

## Demografie
| An:                | 1994 | 2004   | 2014   | 2024    |
| ------------------ | ---- | ------ | ------ | ------- |
| Număr de persoane: | 194  | 185    | 178    | 223     |
| Diferență:         |      | −4,63% | −3,78% | +25,28% |

| An:                | 2023 | 2024   |
| ------------------ | ---- | ------ |
| Număr de persoane: | 215  | 223    |
| Diferență:         |      | +3,72% |